# Palais Śleszyński

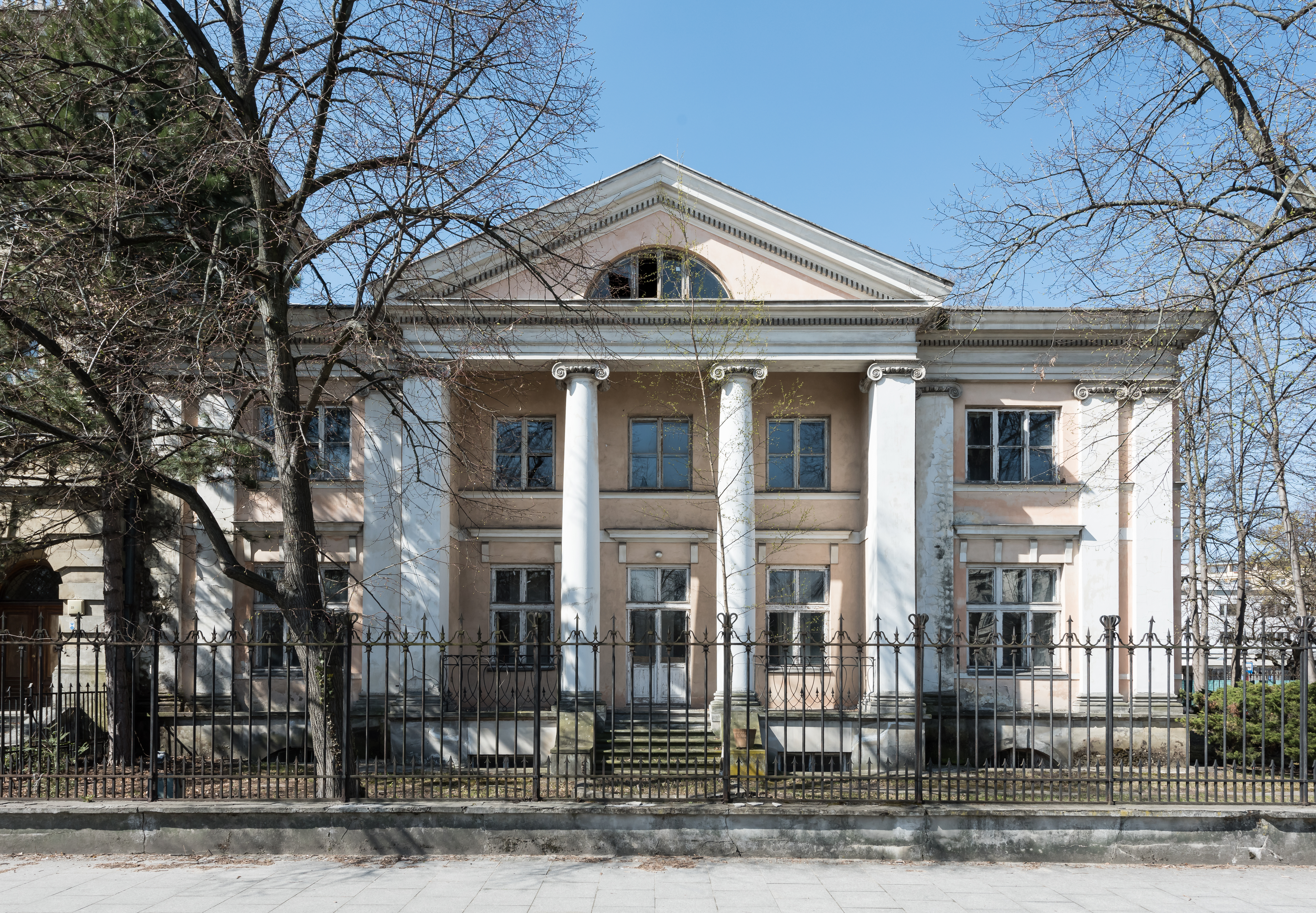
Hauptfassade des Schlosses

Das Śleszyński-Palais (auch Józef Fox-Palais genannt; polnisch Pałacyk Śleszyńskich bzw. Pałacyk Józefa Foxa) ist eine klassizistische Stadtresidenz in Warschau. Bis in die 2000er Jahre diente das Palais als Sitz der Botschaft Jugoslawiens und später Serbiens. Heute ist das Objekt unbewohnt und sanierungsbedürftig.

## Lage
Das Palais befindet sich an der Westseite der Aleje Ujazdowskie (Nr. 25) etwa 350 Meter südlich des Plac Trzech Krzyży und gehört damit zum Warschauer Innenstadtdistrikt. Das Gebäude steht auf einem Eckgrundstück zur Ulica Piękna. Im Süden schließt sich unmittelbar der dreigeschossige Leszczyński-Palast an. Gegenüber befindet sich der nördliche Teil des Ujazdowski-Parks.

## Geschichte
Die Residenz wurde im Jahr 1826 nach einem Entwurf von Antonio Corazzi für Stanisław Śleszyńki und dessen Ehefrau Gertruda, geb. Jakubowska sowie Józef Fox erbaut. Das Gebäude liegt mit der Frontseite zur Al. Ujazdowskie, ein im nördlichen Teil des Grundstückes errichtetes eingeschossiges Nebengebäude lag an der ul. Piękna. Zu Beginn des Novemberaufstandes im Jahr 1830 war der Artilleriestab der aufständischen polnischen Truppen im Palais untergebracht; angeblich entwickelte hier der Chef des Stabes, Ignacy Prądzyński seinen Kriegsplan. Nach der Niederschlagung des Aufstandes wurde das Gebäude von den Eigentümern vermietet. Seit dem Jahr 1840 befand sich hier das britische Konsulat; 1843 wohnte der englische Konsul George Gustavus Charles William du Plat im Haus.
Bis 1852 blieb das Palais im Besitz der Familie Śleszyńki. Danach wechselte es mehrmals die Besitzer. Von 1863 bis 1912 war die Bankiersfamilie Lesser der Eigentümer. Von ihnen erwarb Ryszard Edward Kimens das Objekt und verkaufte es bereits ein Jahr später an Franciszek Salezy Potocki (aus Peczara). Zu dem Zeitpunkt war das Palais Sitz des Russischen Künstlerklubs. Im benachbarten Park war zwischenzeitlich eine Molkerei eingerichtet worden. Im Jahr 1928 kam es zu einer Aufteilung des Besitzes. 2/3 des Gesamtareals wurde an Industriebetriebe aus Strzemieszyce verkauft, das Palais ging an Janusz Kirchmeyer über. Palais und Nebengebäude befanden sich in der Zwischenkriegszeit in einem schlechten baulichen Zustand, es gab Gerüchte über mysteriöse, unglückbringende Vorgänge im Gebäude. Vor Ausbruch des Zweiten Weltkriegs gehörte der Palast wahrscheinlich dem Eigentümer des Nachbargebäudes, dem Diplomaten Jan Gawroński.
Im Zweiten Weltkrieg wurden beide Gebäude zerstört. In den Jahren 1947/48 wurde das Palais unter der Leitung von Helena Syrkusowa und Szymon Syrkus wiederhergestellt. Das Nebengebäude an der ul. Piękna wurde nicht wieder errichtet. Nach dem Krieg wurde das kleine Palais auch mit dem großen Nachbargebäude verbunden und der gesamte Komplex als Botschaft Jugoslawiens genutzt. Später war es Sitz der Vertretung Serbiens. Die trat nach einem langjährigen Rechtsstreit den Besitz im Jahr 2010 an die Familie des italienischen Journalisten und Politikers Jas Gawroński, den Sohn des enteigneten Vorkriegseigentümers ab.

## Beschreibung

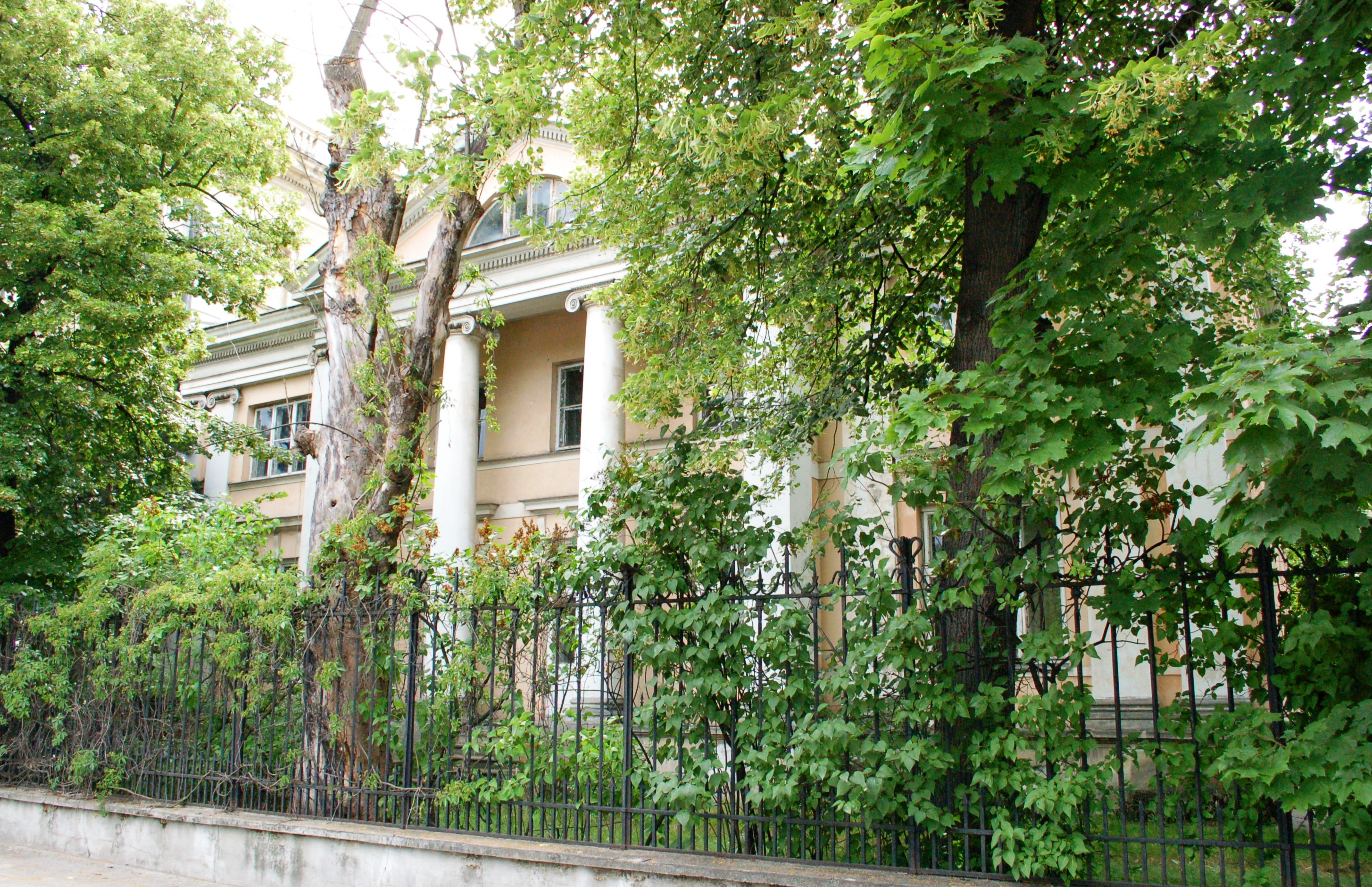
Das Objekt wie der Garten sind sanierungsbedürftig

Das Palais ist sehr gleichmäßig klassizistisch bis spätklassizistisch strukturiert. Das zweigeschossige Gebäude steht auf einem rechteckigen Grundriss. Zur Vorderfront dominiert der zweigeschossige, eingesenkte Portikus, der von einem Giebel mit halbrundem Giebelfenster gekrönt wird.
Derzeit steht das Objekt leer und ist grundsanierungsbedürftig.